# Maya Hawke
Maya Ray Thurman Hawke, född 8 juli 1998 i New York, är en amerikansk skådespelare och fotomodell samt artist. Hon är dotter till skådespelarna Uma Thurman och Ethan Hawke. Hon gjorde sin debut på TV som Jo March i BBC-versionen av Unga kvinnor 2017 och spelade rollen som Robin Buckley i den tredje säsongen av Netflix-serien Stranger Things (2019).

## Bakgrund och familj
Hawke föddes i New York, och är dotter till Ethan Hawke och Uma Thurman. Hon har en bror som är född 2002. Hon har också två halvsystrar (född 2008 och 2011) på sin fars sida. Hon har ytterligare en halvsyster (född 2012) på sin mors sida. 
På sin mors sida är hon barnbarn till den buddhistiska forskaren Robert A. F. Thurman och modellen Nena von Schlebrügge. Schlebrügges mor, Birgit Holmquist, var också modell efter att ha poserat för Axel Ebbes skulptur Famntaget, för närvarande i Smygehuk i Sverige. 
Hawke har dyslexi, vilket resulterade i att hon ofta bytte skolor under sina första skolår, innan hon började på Saint Ann's School, en privatskola i Brooklyn, New York som betonar konstnärlig kreativitet och inte betygsätter arbete. Den konstnärliga miljön ledde till att hon så småningom började skådespela. Hawke hade också sommarskola vid Royal Academy of Dramatic Arts i London och den berömda Stella Adler Studio of Acting i New York. Hon gick senare på scenskolan Julliard i ett år innan hon tvingades sluta efter att ha accepterat sin roll i Unga kvinnor (2017).

## Karriär

### Fotomodell
Liksom både sin mor och mormor, var Hawke modell för Vogue i början av sin karriär. Hon valdes också som ansiktet på den brittiska modeförsäljaren AllSaints kollektion 2016/2017. År 2017 var hon ett av flera ansikten i en videokampanj för Calvin Kleins underklädeskollektion, regisserad av Sofia Coppola.

### Skådespelare
Hawke var Sofia Coppolas val till huvudrollen i The Little Mermaid som planerades av Universal Pictures. Producenterna föredrog dock den mer kända Chloë Grace Moretz. Detta och andra konflikter ledde till slut att Coppola lämnade projektet. Så småningom lämnade också Moretz filmen.
År 2017 gjorde Hawke sin skådespelardebut som Jo March i BBC-versionen av Unga kvinnor 2017. Hawke fick sitt genombrott med rollen som Robin Buckley i den tredje säsongen av Netflix-serien Stranger Things, som släpptes 2019. Hawke spelade merparten av sina scener mot Joe Keery som kollegor på en glassbar. Paret blev tittarfavoriter under hela säsongen. Samma sommar spelade också Hawke rollen som Linda Kasabian i Quentin Tarantinos film Once Upon a Time in Hollywood.

### Musiker
I augusti 2019 släppte Hawke sina två första singlar, "To Love A Boy" och "Stay Open". Låtarna skrevs och spelades in av Hawke och den prisbelönta sångskrivaren Jesse Harris.

## Filmografi
| År        | Titel                                    | Roll            | Anmärkningar |
| --------- | ---------------------------------------- | --------------- | --- |
| 2017      | Unga kvinnor                             | Jo March        | Miniserie |
| 2018      | Ladyworld                                | Romy            | Film |
| 2019      | Once Upon a Time in Hollywood            | "Flower Child"  | Film |
| 2019–2025 | Stranger Things                          | Robin Buckley   | Huvudroll (säsong 3 till säsong 5) Vann – Saturn Award för: Best Supporting Actress in Streaming Presentation (2019) |
| 2019      | Human Capital                            | Shannon         | Film |
| 2021      | Fear Street Part One: 1994               | Heather Watkins | Netflix-film (del av filmtrilogi)                                                                                    |
| 2022      | Do Revenge                               | Eleanor         | Netflix-film |
| 2023      | Asteroid City                            | June Douglas    | Film |
| 2023–2025 | Moon Girl och Devil Dinosaur             | Abyss           | TV-serie (röst) |
| 2024      | Insidan ut 2                             | Ångest          | Film (röst) |
| 2026      | The Hunger Games: Sunrise on the Reaping | Wiress          | Film |